# Isis Love
Pour les articles homonymes, voir Love.
Isis Love, née le 27 août 1980 à Los Angeles dans le district de Winnetka, est une actrice pornographique américaine.

## Filmographie succincte
- 2000 : Virgin Stories 12
- 2001 : Four Finger Club 17
- 2002 : Strap it On 4
- 2002 : French Kiss: Phoenix Rising
- 2004 : Monsters of Cock 1
- 2005 : Stephanie Swift is in the Pink
- 2005 : Girls Night Out 2
- 2006 : No Man's Land Latin Edition 7
- 2006 : Women Seeking Women 27
- 2007 : Women Seeking Women 35
- 2007 : Lesbian Training 6
- 2008 : Bitchcraft 5
- 2008 : All Girl Revue 5
- 2009 : Flying Solo 2
- 2009 : Interracial Cheerleader Orgy
- 2010 : My MILF Boss 4
- 2010 : GirlZtown
- 2011 : Big Tits in Uniform 4
- 2011 : Deep in Latin Cheeks 6
- 2012 : Ass Masterpiece 9
- 2012 : Latin Adultery 16
- 2013 : ElectroSluts 32463
- 2014 : Everything Butt 34624
- 2015 : Hot And Mean 13
- 2016 : Seduction Of Ruby Sparx
- 2017 : Finish in My Ass
- 2018 : Women Seeking Women 154
- 2018 : Mother-Daughter Exchange Club 52

## Distinction
- AVN Awards 2012 : nomination pour la meilleure scène de triolisme impliquant deux femmes et un homme, dans Black Shack 2, avec Tori Black et Jon Jon.